# Daniel Morgenroth (Intendant)
Daniel Morgenroth (* 1984 in Coburg) ist ein deutscher Regisseur, Dramatiker und Intendant.

## Leben und Wirken
Morgenroth wurde 1984 in Coburg geboren und wuchs im ländlichen Franken auf. Er studierte 2004 bis 2011 Sprachen, Wirtschafts- und Kulturraumstudien an der Universität Passau, welches er 2011 mit dem Diplom abschloss, sowie Text & Performance Studies an der Royal Academy of Dramatic Art und dem King’s College in London, welches er mit dem Master of Arts 2008 erfolgreich abschloss. 2015 promovierte er bei Gerold Sedlmayr an der Technischen Universität Dortmund zum Thema Authentizität im Gegenwartsdrama.
Von 2009 bis 2010 arbeitete er als persönlicher Assistent von Robert Wilson. Im Anschluss unterrichtete er von 2011 bis 2017 Englische Literatur- und Kulturwissenschaften an der Universität Würzburg. 2017 wurde Morgenroth am Theater Konstanz stellvertretender Intendant. 2021 wechselte er als Intendant zum  Vierspartentheater Gerhart-Hauptmann-Theaters Görlitz-Zittau mit den beiden Produktionsstandorten Görlitz und Zittau im ostsächsischen Landkreis Görlitz. Unter seiner Intendanz kämpfte das Theater 2023 mit der Insolvenz und überlegt sogar die Namensrechte am Theater Görlitz zu verkaufen. Trotzdem erfuhren aber mehrere Produktionen des Hauses überregionale Aufmerksamkeit unter seiner Intendanz. Zur Spielzeit 2026/27 wird er Intendant des Mainfranken Theaters in Würzburg.